# Sub Rosa (Star Trek: La nova generació)
"Sub Rosa" és el catorzè episodi de la setena temporada, i el 166è de tota la sèrie, de la sèrie de televisió de ciència-ficció estatunidenca Star Trek: La nova generació. Es van emetre originalment el 31 de gener de 1994 en redifusió als Estats Units. Va ser escrit per Brannon Braga i dirigit per Jonathan Frakes.
Ambientada al segle XXIV, la sèrie segueix les aventures de la tripulació de la nau de la Flota Estel·lar de la Federació Enterprise-D sota el comandament del capità Jean-Luc Picard. En aquest episodi, la doctora Crusher assisteix al funeral de la seva àvia i passa temps a la casa encantada de la seva àvia, romançada per l'amant no corporal de la seva àvia.

## Argument
L'USS Enterprise visita Caldos IV per permetre que la doctora Beverly Crusher assisteixi al funeral de la seva àvia, Felisa Howard. Durant l'enterrament, Crusher veu un home que no coneix i que té un interès evident en els esdeveniments. Més tard, Crusher entra a casa de la seva àvia i recull diversos records, que porta a l'Enterprise. Llegint uns diaris, descobreix que, tot i tenir 100 anys, la seva àvia estava involucrada amb un home de 34 anys anomenat Ronin.
De tornada al planeta, un jardiner de la seva àvia li diu que hi ha un fantasma a casa de la seva àvia i que ha de marxar immediatament. També li diu que no ha d'encendre mai l'espelma que la seva àvia sempre portava, ja que aquesta espelma despertarà el fantasma. Beverly sent una veu que li diu que és un fantasma i que estimava la seva àvia i que ara també estima Beverly. Finalment es fa visible, i Beverly veu un home d'uns 30 anys.
Mentrestant, la colònia pateix un important sistema de tempestes, que el satèl·lit de modificació meteorològica no pot corregir. Data i Geordi intenten solucionar el problema, però se sorprenen en trobar que Ned, el jardiner Howard, intenta aturar-los, abans que mori en una explosió.
El fantasma anomenat Ronin manipula la ment de Beverly perquè s'enamori d'ell. Ronin li diu que encengui l'espelma, que és a l'"Enterprise". Beverly es teletransporta i encén l'espelma, i apareix  Ronin. Beverly li diu al Capità Picard que vol deixar l'"Enterprise" i viure al planeta. De mala gana, Picard hi accedeix. Picard va a veure la consellera Deanna Troi, amb qui  Crusher va parlar sobre en Ronin abans de marxar.
Troi li diu a Picard que Ronin és un home molt estrany, però que han d'acceptar la decisió de la Beverly. Aleshores, Picard es teletransporta al planeta i visita Beverly a casa seva. Vol conèixer Ronin, i finalment apareix Ronin. En Picard fa preguntes que Ronin no vol respondre, i Ronin ataca Picard. Malgrat les objeccions de Ronin, Beverly ajuda a Picard.
Al cementiri, Geordi i Data han trobat una font d'energia a la tomba de l'àvia de la Beverly. Obren la tomba, l'àvia s'aixeca i els ataca. Beverly arriba i ordena a Ronin que surti del cos de la seva àvia. Ronin ho fa i li diu a Beverly que li doni l'espelma. Ja ha descobert que és un alienígena anafàsic que només pot sobreviure perquè l'espelma de plasma és el seu receptacle d'energia. Beverly destrueix l'espelma amb un fàser i vaporitza Ronin quan intenta posseir el seu cos.
Geordi i Data són tractats i es recuperen. Tal com indica el registre de Picard, "la recuperació de la Doctora Crusher serà de naturalesa més personal". Troi i Crusher discuteixen els esdeveniments a Ten Forward, on Crusher diu que una part d'ella està una mica trista. Diu que els diaris de la seva àvia revelen que "sigui el que sigui que hagi pogut fer, la va fer molt feliç".

## Actors convidats
- Michael Keenan – Maturin
- Shay Duffin – Ned Quint
- Duncan Regehr – Ronin
- Ellen Albertini Dow – Felisa Howard

## Producció
El títol provisional de l'episodi era "Passions".
L'episodi està basat en una idea de Jeanna F. Gallo. Gallo no era una guionista professional, però havia estat fan de Star Trek des de la infància. A finals dels anys seixanta, va ser una de les persones que va enviar cartes a la cadena de televisió NBC per evitar la cancel·lació de la sèrie original Star Trek. Més tard, va escriure històries de fanfiction per a fanzines. Gràcies a la seva relació amb l'escriptora i productora Jeri Taylor, va poder presentar un esborrany de guió per a un episodi de Star Trek:La nova generació el 1993. La seva història va ser revisada en profunditat per Taylor i desenvolupada en un guió per Brannon Braga. Als crèdits, Gallo apareix amb la frase força inusual "basat en material de". Gallo va escriure més tard un esborrany de guió per a un episodi de Star Trek: Voyager, que tractava sobre dinosaures de la Terra.
La idea bàsica es va reprendre a l'episodi de la tercera temporada "Origen llunyà", però Gallo no es va esmentar als crèdits. Com que se sap poca cosa sobre Gallo a part de les seves contribucions a "Star Trek", inicialment es va especular que no era una persona real, sinó un pseudònim de l'escriptora Anne Rice. La raó d'aquesta suposició va ser una certa similitud entre la trama de Ronin i la novel·la de Rice The Witching Hour. Tanmateix, això ha estat disputat diverses vegades, primer en una declaració presumptament escrita pel mateix Gallo a la Internet Movie Database., i en segon lloc per Jeri Taylor i Brannon Braga, que van planejar "Sub Rosa" com a homenatge a la pel·lícula de 1961 The Innocents i la va enriquir amb tota mena de clixés de fantasmes.
Ned Quint i Jessel Howard porten el nom dels personatges Peter Quint i Miss Jessel de The Innocents. Felisa Howard porta el nom de l'àvia de Brannon Braga, que va morir poc abans que comencés a treballar en el guió d'aquest episodi.

## Recepció
En una convenció a la dècada de 1990, Michael Dorn es va burlar de l'episodi com una imitació de The witching hour d'Anne Rice.
Keith DeCandido va qualificar a "tor.com" el 2013 com un episodi força deficient de "Star Trek: La nova generació". Va trobar la història ridícula i mal explicada. En opinió de DeCandido, la majoria dels actors també interpreten els seus papers amb un desinterès notable. Shay Duffin també té el pitjor accent escocès de tota la franquícia de Star Trek. DeCandido només va elogiar Gates McFadden, que va ser l'única que es va prendre seriosament el seu paper.
El 2016, els fans de la convenció del 50è aniversari de Star Trek van votar "Sub Rosa" com el sisè pitjor episodi de qualsevol sèrie de Star Trek. El 2017, va ser classificat com el vuitè millor episodi romàntic de Star Trek, destacat per la seva exploració sexual somnis.
El 2016, SyFy va incloure aquest episodi en un grup d'episodis de la franquícia «Star Trek» que consideraven que no eren gaire apreciats però que «mereixien una segona oportunitat».
El 2017, es va destacar que aquest episodi presentava contingut esgarrifós i inquietant de "Star Trek".
El 2017, aquest episodi va ser qualificat com el sisè pitjor episodi de la franquícia Star Trek fins aleshores, per Screen Rant. El 2019, el van classificar com el vuitè pitjor episodi de la franquícia segons el rànquing IMDB de tots els episodis fins aleshores.
El 2019, ScreenRant va incloure aquest episodi en una llista de males històries d'amor puntuals de la sèrie, assenyalant que "N'hi ha tantes molts fans que probablement prefereixen oblidar-se del fet que Beverly i Ronin mai van existir".